# Comcept
Comcept Inc. est un studio de développement de jeux vidéo indépendant japonais basé à Tokyo et Osaka. La société est fondée le 1er décembre 2010 par Keiji Inafune, ex-producteur de Mega Man et des séries Onimusha et Dead Rising. Le nom Comcept est une combinaison du mot concept, qui est la base d'un jeu vidéo, et de com, se référant à l'abréviation de « computer » (ordinateur).

## Historique
Keiji Inafune fonde Comcept peu de temps après son départ de chez Capcom en décembre 2010, où il « voudrait se consacrer à des types de jeux qu'il veut faire ». Après l'annulation de Mega Man Legends 3, dont il parle comme d'un « rêve en attente de longue date », il estime que « non seulement il s'abandonnait, mais il abandonnait les fans aussi ». Le studio est composé en grande partie du personnel qui a travaillé sur Mega Man, mais aussi de développeurs plus jeunes qui ont grandi avec la franchise.
En septembre 2012, le premier projet de l'équipe est révélé en tant que nouveau titre de la franchise Ninja Gaiden, nommé Yaiba: Ninja Gaiden Z.
En 2013, Comcept (Inafune en particulier) assiste Sony Computer Entertainment et Japan Studio dans la conception de Soul Sacrifice et continue avec sa suite, Soul Sacrifice Delta.
À la PAX Prime 2013, Keiji Inafune tient un comité spécial dans le but de révéler un tout nouveau projet appelé Mighty No. 9, un successeur spirituel à Mega Man. À la fin de la réunion, Inafune lance officiellement la campagne Kickstarter du jeu. Après une campagne réussie, le jeu sort en juin 2016.
En 2017, Comcept a été racheté par Level-5 qui le renomme Level-5 Comcept.

## Jeux développés
| Titre                         | Année de sortie   | Plates-formes                                                                                        | Collaborations                |
| ----------------------------- | ----------------- | --- | ----------------------------- |
| Soul Sacrifice                | 26 septembre 2013 | PlayStation Vita                                                                                     | Marvelous AQL, Japan Studio   |
| Yaiba: Ninja Gaiden Z         | 2014              | Windows, PlayStation 3, Xbox 360, iOS                                                                | Team Ninja, Spark Unlimited   |
| Soul Sacrifice Delta          | 2014              | PlayStation Vita                                                                                     | Marvelous AQL, Japan Studio   |
| Azure Striker Gunvolt         | 2014              | Nintendo 3DS                                                                                         | Inti Creates                  |
| Mighty No. 9                  | 2016              | Windows, OS X, Linux, PlayStation 3, PlayStation 4, PlayStation Vita, Wii U, 3DS, Xbox 360, Xbox One | Inti Creates                  |
| ReCore                        | 2016              | Windows, Xbox One                                                                                    | Armature Studio, Asobo Studio |
| Red Ash: The Indelible Legend | 2017              | Windows, PlayStation 4, Xbox One                                                                     |                               |